# TSF Rádio Notícias
TSF Rádio Notícias est une station de radio portugaise, à caractère informatif, avec des informations toutes les demi-heures. La première diffusion qui a eu lieu le 17 juin 1984 était "pirate", c'est-à-dire qu'elle n'a pas été légalisée au moment où, pendant environ 4 heures de diffusion, une soixantaine de témoignages de personnalités portugaises (dont le Premier ministre de l'époque, Mário Soares et le Président de la République, le général Ramalho Eanes) défendent l'ouverture aux initiatives privées. 